# Asarcogryllacris maxima
Asarcogryllacris maxima är en insektsart som beskrevs av Andrej Vasiljevitj Gorochov 2005. Asarcogryllacris maxima ingår i släktet Asarcogryllacris och familjen Gryllacrididae. Inga underarter finns listade i Catalogue of Life.